# Maximilian von Frey
Maximilian (Max) Ruppert Franz von Frey (Salisburgo, 16 novembre 1852 – Würzburg, 25 gennaio 1932) è stato un fisiologo austriaco.

## Biografie
Ha conseguito il dottorato presso l'Università di Lipsia nel 1877 e successivamente ha lavorato presso l'Istituto Fisiologico Carl Ludwig di Lipsia. Successivamente è stato professore di fisiologia presso le università di Würzburg e Zurigo. 
A Lipsia, von Frey ha occupato principalmente dello studio del sistema circolatorio, qui gli viene attribuito lo sviluppo di un primo prototipo di macchina cuore-polmone. È ricordato per il suo lavoro in merito ai recettori cutanei meccanocettori. Durante gli anni 1890, Frey propose che il dolore fosse una qualità tattile indipendente, insieme al tatto, al caldo e al freddo, e che fosse associato alla stimolazione delle terminazioni nervose libere. 
Ha descritto la pelle come un mosaico di macchie discrete, ciascuna sensibile all'uno o all'altro di questi stimoli. Nel 1896, realizza un tipo unico di estesiometro, ora indicato come capello di von Frey: consisteva di diversi filamenti calibrati, tali filamenti possono essere utilizzati per determinare la soglia richiesta per produrre la sensazione del tatto o del dolore.